# Сестри Макдональд

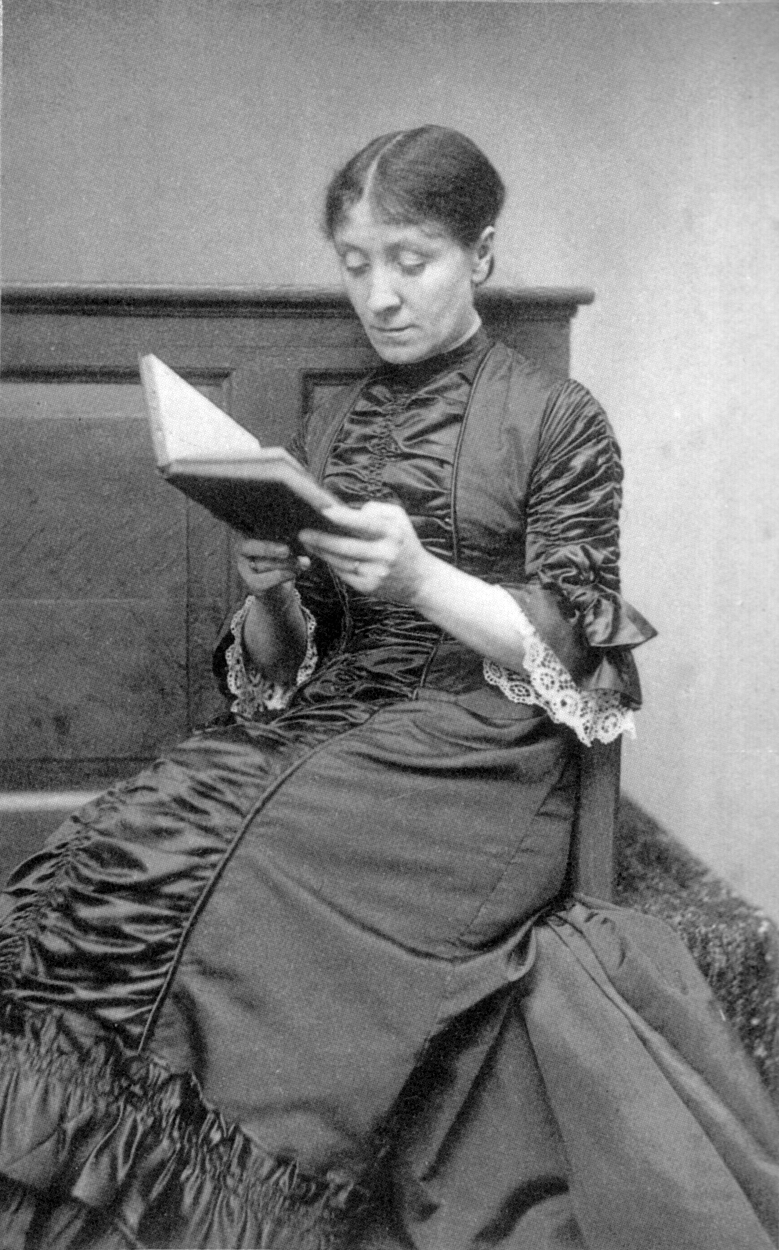
Джорджіана Берн-Джонс, 1882. Фотографія Фредеріка Голлайера.

Сестри Макдональд — чотири шотландські сестри, відомі шлюбами з визначними людьми Вікторіанської епохи. Аліс, Джорджіана, Агнес і Луїза, чотири з семи дочок і 11 дітей Преподобного Джорджа Брауна Макдональда (1805—1868), методиського священнослужителя, та Ганни Джонс (1809—1875).

## Життєписи

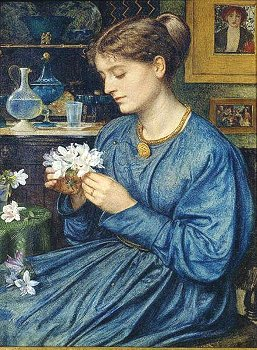
Агнес Макдональд, портретЕ. Пойнтера

У родині Макдональдів було 11 дітей, сім дочок та чотири сина. Мері (1834—1836) була первісткою, наступним народився Генрі (1836—1891), далі Аліс (1837—1910), Кароліна (1838—1854), Джорджіана, Фредерік Вільям (1842—1928), Агнес (1843—1906), Луїза (1845—1925), Волтер (1847—1847), Едіт (1848—1937), Герберт (1850—1851).
- Мері (1834—1836) — померла немовлям.
- Генрі (1836—1891) — познайомив молодших сестер (Джорджіану та Агнес) з митецьким оточенням.
- Аліс (1837—1910) — одружилася з книжковим ілюстратором Джоном Локвудом Кіплінга, народила Редьярда Кіплінга.
- Кароліна (1838—1854) — померла дитиною.
- Джорджіана (1840—1920) — одружилася з художником-прерафаелітом Едвардом Берн-Джонсом у 1859 році. Народила трьох дітей — Філіпа, Крістофера і Маргарет — Крістофер помер немовлям.[2] Свекруха Джона Вільяма Макейла, бабуся Анджели Теркелл та Дениса Макейла.
- Фредерік Вільям (1842—1928).
- Агнес (1843—1906) — дружина президента Королівської академії мистецтв Едварда Джона Пойнтера.
- Луїза (1845—1925) — одружилася з бізнесменом та консервативним парламентарем Альфредом Болдвіном, мати прем'єр-міністра Великої Британії Стенлі Болдвіна, бабуся політика Олівера Болдвіна та бізнесмена Артура Болдвіна. Писала романи, оповідання та вірші, які публікувала під ім'ям «місіс Альфред Болдвін».[3][4][5]
- Волтер (1847—1847) — помер немовлям.
- Едіт (1848—1937) — не одружувалася, жила в батьківському домі до смерті матері.
- Герберт (1850—1851) — помер немовлям.[6]